# Massacre de Ganghwa
O massacre de Ganghwa (em coreano: 강화 양민학살 사건; Hanja: 江華良民虐殺事件) foi um massacre conduzido pelas forças sul-coreanas, forças policiais sul-coreanas e milicianos pró-sul-coreanos, entre 6 e 9 de janeiro de 1951, de 212 a 1 300 civis desarmados no condado de Ganghwa, na cidade metropolitana de Incheon, na Coreia do Sul. As vítimas eram colaboradores do Exército Popular Coreano durante o domínio norte-coreano. Antes deste massacre, 140 pessoas foram executadas em Ganghwa como parte do massacre da Liga Bodo em 1950.
Em 2003, um livro de história descrevendo o massacre foi publicado pelo Centro Cultural Ganghwa. Em 26 de fevereiro de 2006, o Arquivo Nacional da Coreia admitiu um documento oficial de 30 de agosto de 1951 no qual o então procurador-geral Jo Jinman relatou ao então primeiro-ministro Chang Myon sobre o massacre em 17 de julho de 2008, a Comissão de Verdade e Reconciliação do governo sul-coreano reconheceu o massacre civil.